# Campeonato Europeo de Ciclismo en Grava de 2024
El II Campeonato Europeo de Ciclismo en Grava se celebró en Asiago (Italia) el 13 de octubre de 2024 bajo la organización de la Unión Europea de Ciclismo (UEC) y la Federación Italiana de Ciclismo.

## Medallistas
| Evento    | Oro                             | Plata                   | Bronce                       |
| --------- | ------------------------------- | ----------------------- | ---------------------------- |
| Masculino | Martin Stošek · República Checa | Toby Perry Reino Unido  | Jenno Berckmoes · Bélgica    |
| Femenino  | Sina Frei · Suiza               | Silvia Persico · Italia | Alice Maria Arzuffi · Italia |

### Masculino
| Puesto            | Ciclista        | País            | Tiempo  |
| ----------------- | --------------- | --------------- | ------- |
| Medalla de oro    | Martin Stošek   | República Checa | 4:31:30 |
| Medalla de plata  | Toby Perry      | Reino Unido     | 4:35:14 |
| Medalla de bronce | Jenno Berckmoes | Bélgica         | 4:35:48 |
| 4                 | Paul Voß        | Alemania        | 4:40:32 |
| 5                 | Magnus Klaris   | Dinamarca       | 4:41:05 |
| 6                 | Mathijs Loman   | Países Bajos    | 4:41:07 |
| 7                 | Simon Pellaud   | Suiza           | 4:41:29 |
| 8                 | Arne Janssen    | Bélgica         | 4:41:55 |

### Femenino
| Puesto            | Ciclista            | País     | Tiempo  |
| ----------------- | ------------------- | -------- | ------- |
| Medalla de oro    | Sina Frei           | Suiza    | 3:33:23 |
| Medalla de plata  | Silvia Persico      | Italia   | 3:34:49 |
| Medalla de bronce | Alice Maria Arzuffi | Italia   | 3:34:51 |
| 4                 | Letizia Borghesi    | Italia   | 3:37:18 |
| 5                 | Maria Rosa Kloser   | Alemania | 3:37:52 |
| 6                 | Ginia Caluori       | Suiza    | 3:37:54 |
| 7                 | Axelle Dubau-Prévot | Francia  | 3:38:44 |
| 8                 | Debora Piana        | Italia   | 3:38:57 |

## Medallero
| Núm. | País            | Oro | Plata | Bronce | Total |
| ---- | --------------- | --- | ----- | ------ | ----- |
| 1    | República Checa | 1   | 0     | 0      | 1     |
| 1    | Suiza           | 1   | 0     | 0      | 1     |
| 3    | Italia          | 0   | 1     | 1      | 2     |
| 4    | Reino Unido     | 0   | 1     | 0      | 1     |
| 5    | Bélgica         | 0   | 0     | 1      | 1     |
|      | TOTAL           | 2   | 2     | 2      | 6     |